# رخصة طيار خاص

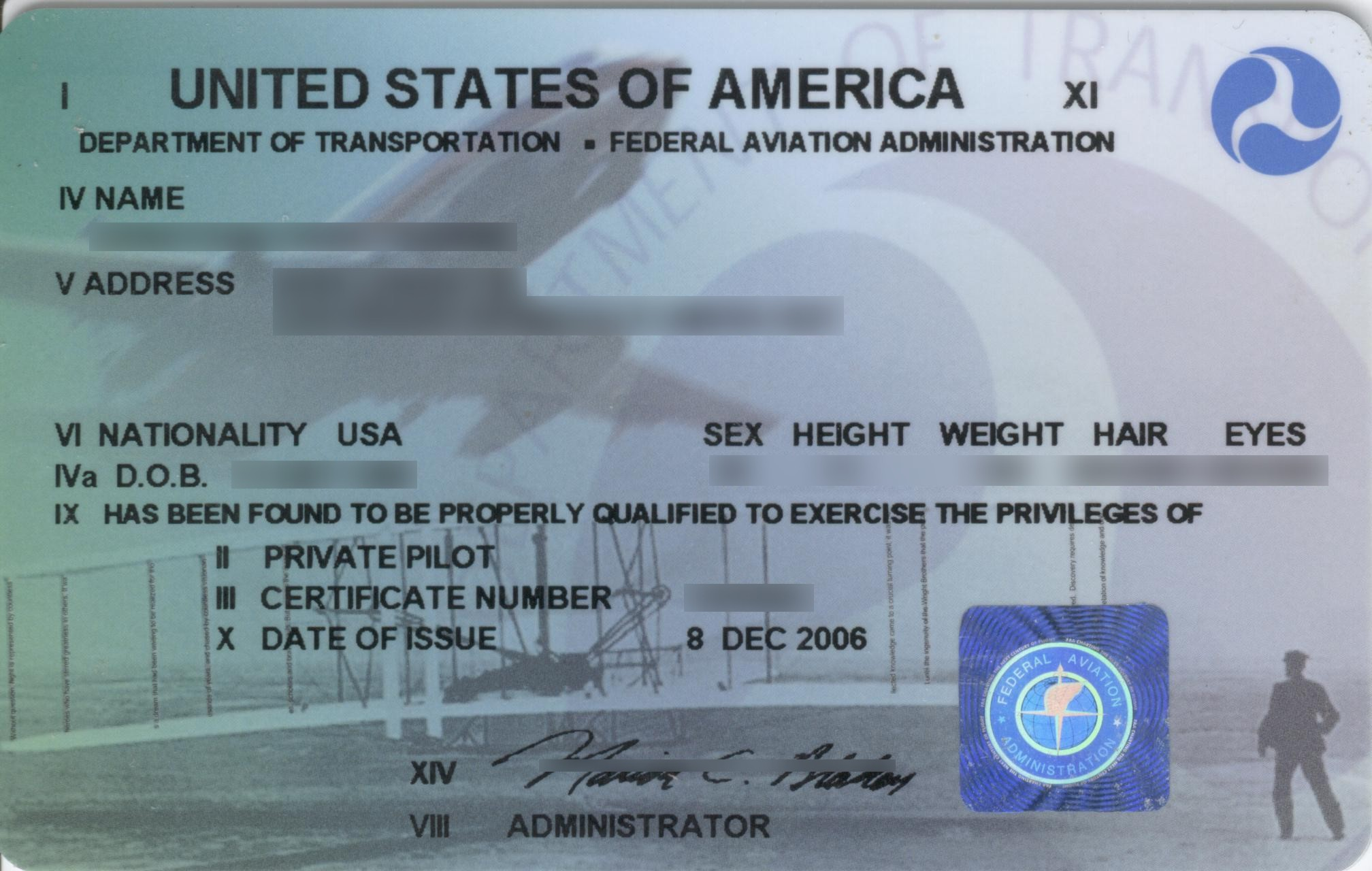
صورة رخصة طيار خاصة من الولايات المتحدة الأمريكية.

رخصة طيار خاص (بالإنجليزية: Private Pilot License، برايفت بايلوت لايسنس، يختصر PPL، پي پي أل) هي رخصة تسمح لحاملها أن يقود مركبة جوية، ولا يمكن لشخص كسب المال من خلال هذه الرخصة. شروط الحصول على الترخيص تحدد من قبل المنظمة الدولية للطيران المدني، ولكن يختلف التنفيذ من بلد إلى أخر. وفق معاير المنظمة، يتم الحصول على الرخصة بعد أكثر من 40 ساعة طيران، والنجاح في اختبار كتابي، والطيران من دون مدرب لعشر ساعات على الأقل بالإضافة إلى طيران لمسافات بعيدة عن المطار، والنجاح في اختبار شفوي، وفي الأخر يتم اختبار الطالب مع مدرب في رحلة اختيارية.

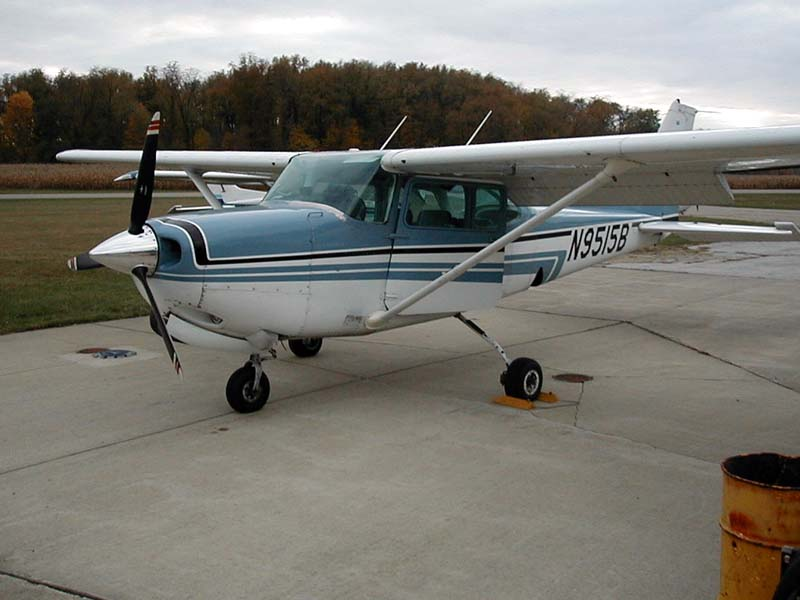
طائرة سيسنا ١٧٢ (Cessna172RG) هي مثال على طائرة تتطلب من قائدها أن يكون لديه رخصة طيار خاص أو أعلى.